# 1988
| 1988                                                                     |
| ------------------------------------------------------------------------ |
| Dødsfald - Fødsler                                                       |
| • Begivenheder • Film • Litteratur • Musik • Politik • Sport • Videnskab |

| Gregoriansk kalender | 1988 MCMLXXXVIII        |
| Ab urbe condita      | 2741                    |
| Armensk kalender     | 1437 ԹՎ ՌՆԼԷ            |
| Kinesiske kalender   | 4684 – 4685 丁卯 – 戊辰 |
| Etiopisk kalender    | 1980 – 1981             |
| Jødisk kalender      | 5748 – 5749             |
| Hindukalendere       |                         |
| - Vikram Samvat      | 2043 – 2044             |
| - Shaka Samvat       | 1910 – 1911             |
| - Kali Yuga          | 5089 – 5090             |
| Iransk kalender      | 1366 – 1367             |
| Islamisk kalender    | 1409 – 1410             |

Regerende dronning i Danmark: Margrethe 2. 1972--2024

## Begivenheder
- Akira – en anime film, udgives

### Januar
- 4. januar – Den danske flådes to største skibe, fregatterne Peder Skram og Herluf Trolle, stryger flaget og udgår af aktiv tjeneste.
- 13. januar – Det berømte hvide spir på Møns Klint, Sommerspiret, styrter i havet.
- 26. januar – Australien fejrer sin tohundredårs dag

### Februar
- 5. februar - Michail Gorbatjov og Ronald Reagan nomineres til Nobels fredspris
- 11. februar – Anthony M. Kennedy udnævnes til USA's højesteret

### Marts
- 11. marts - i krigen mellem Iran og Irak erklæres våbenhvile
- 13. marts - ved en lavineulykke i St. Anton i Østrig omkommer 5 svenske og to østrigske skiturister. Også andre steder i Alperne sker der lavineulykker denne og næste dag, i alt 17 mennesker omkommer
- 16. marts – Halabja (kurdisk by i nordIrak) blev angrebet med flere typer giftgas. Angrebet er det største gasangreb mod civilbefolkning i verdenshistorien
- 16. marts - der rejses sigtelse mod admiral John Poindexter, oberstløjtnant Oliver North m.fl. for medvirken i Iran-Contra-skandalen
- 20. marts - demonstration på Københavns Rådhusplads, fordi DR har taget Dollars af programmet

### April
- 7. april - Mikhail Gorbatjov og præsident Najibullah oplyser, at tilbagetrækning af sovjetiske tropper i Afghanistan vil begynde den 15. maj
- 15. april - Forsikringsselskabet Baltica køber Falcks Redningskorps for cirka 300 millioner kr.
- 24. april - i første runde ved præsidentvalget i Frankrig vinder François Mitterrand klart over Jacques Chirac
- 25. april – et Intercitytog afspores i høj fart ved Sorø. 8 personer omkommer
- 25. april - i Israel bliver ukraineren John Demjanjuk dømt til døden for krigsforbrydelser begået i koncentrationslejre under 2. verdenskrig; dommen bliver senere underkendt

### Maj
- 1. maj - Bagmandspolitiet rejser tiltale mod ejerne af Jydekompagniet i Herning for bedrageri for 45 millioner kr.
- 5. maj - for første gang sendes live-tv fra Mount Everest - det udføres af en japansk tv-station
- 8. maj - 100 provster og sognepræster sender protest mod lovforslag om at give homoseksuelle par ægteskabelig status
- 10. maj – Folketingsvalg i Danmark
- 15. maj - Sovjetunionen starter tilbagetrækningen af 115.000 soldater fra Afghanistan
- 17. maj - Algier og Marokko beslutter at genoptage de diplomatiske forbindelser efter 12 års bitter politisk strid
- 23. maj - Bille August modtager Den Gyldne Palme ved filmfestivalen i Cannes for sin film Pelle Erobreren
- 29. maj - USA's præsident Ronald Reagan indleder sit første besøg i Sovjetunionen, hvor han mødes med sovjetlederen Mikhail Gorbatjov

### Juni
- 1. juni - 51 omkommer ved en eksplosion i den vesttyske kulmine Stolzenbach i Borken. To et halvt døgn efter reddes 6 arbejdere op fra minen, hvor de 90 meter nede havde fundet en luftlomme
- 3. juni - Poul Schlüter danner en KVR-regering, hvor De Radikale får fire ministerposter på bekostning af CD og KRF
- 9. juni - i København stiftes foreningen mod fremmedhad - SOS Racisme
- 10. juni - et nævningeting ved Østre Landsret fælder dom i sagen om Sygehusbomberne
- 16. juni - Rederiet J. Lauritzen sælger Grenå-Hundested og Mols-Linien til Difko, som sætter ruterne på anparter
- 23. juni - Trafikminister H.P. Clausen tager det første spadestik til Storebæltsbroen

### Juli
- 16. juli - tre omkommer ved en sammenstyrtning i Thingbæk kalkminer ved Rebild i Jylland. De omkomne er en ét-årig dreng, hans mor og morbror. Minen blev hidtil årligt besøgt af tusinder af turister
- 16. juli - i Indianapolis, USA, sætter amerikaneren Florence Griffith-Joyner ny verdensrekord i 100 meter løb for kvinder, da hun løber på 10,49 sekunder. Hendes landsmand Evelyn Ashford havde den tidligere rekord på 10,79 sekunder.

### August
- 12. august - Lauritzen-koncernen lukker Aalborg Værft
- 16. august - 12 skolebørn og fire voksne omkommer, da en bus kører galt i en tunnel i Norge
- 17. august - i et flystyrt omkommer Pakistans præsident Muhammad Zia-ul-Haq samt USA's ambassadør Arnold Raphel
- 18. august - Hells Angels rockeren Jørn "Jønke" Nielsen idømmes i Østre Landsret 16 års fængsel for mordet på præsidenten for rockergruppen Bullshit, “Makrellen”, fire år tidligere
- 18. august - et gidseldrama i Vesttyskland får en blodig afslutning på motorvejen uden for Bonn, da politiet åbner ild mod en bil med to kaprere, en kvindelig medhjælper og tre gidsler. Det ene gidsel bliver dræbt under ildkampen
- 20. august - efter otte års blodig krig mellem Iran og Irak indgår de to lande våbenhvile
- 25. august - det berømte forretningskvarter Baixa i Portugals hovedstad Lissabon bryder i brand og mindst én omkommer

### September
- 9. september - 18 østtyskere møder op på Danmarks ambassade i Østberlin og anmodede om bistand til at opnå udrejsetilladelse fra DDR. Ambassaden afslog og de 18 østtyskere blev den 10. september fjernet fra ambassaden af østtysk politi
- 9. september - Dronning Margrethe nedlægger grundstenen til Forskerparken i Århus
- 11. september - I Estlands hovedstad Tallinn demonstrerer 250.000 mennesker for frihed i tanke og sprog - hvilket Sovjet-styret ikke tillod
- 13. september - den danske statsminister Poul Schlüter aflægger officielt statsbesøg i DDR og møder DDR's leder Erich Honecker
- 15. september - graderne BA (Bachelor of Arts) og BSc (Bachelor of Science) indføres ved de danske universiteter
- 18. september - Sverige afholder Riksdagsvalg til Rigsdagen

### Oktober
- 1. oktober – TV 2 har premiere og bryder dermed DRs monopol
- 5. oktober - ved en folkeafstemning i Chile siger 53,5 procent nej til at lade diktatoren, præsident Augusto Pinochet, fortsætte som præsident, da de stemmer på oppositionspartiet. Pinochet meddelte dog, at han agtede at sidde præsidentperioden ud til marts 1990
- 11. oktober - kvindelige studenter får adgang til Magdalene College, Cambridge, efter 446 år udelukkende med mandlige studerende
- 13. oktober - Ærkebiskoppen af Torino bekræfter, at videnskabelige test har vist "Turinklædet", som menes at bære et aftryk af Kristi ansigt, stammer fra middelalderen, omkring 1260-1390
- 24. oktober - ved en færgeulykke i Filippinerne omkommer omkring 500, da færgen Dona Marilyn rammes af en tyfon og synker

### November
- 2. november – Internetvirusset Morris dukker op
- 3. november - under postrøveri mod Købmagergades Postkontor dræber Blekingegadebanden en politibetjent og slipper bort med 10 mio. kr.
- 8. november – George H.W. Bush besejrer Michael S. Dukakis i det amerikanske præsidentvalg for 1988

### December
- 2. december - Benazir Bhutto tages i ed som Pakistans premierminister, og hun bliver derved den første kvindelige leder af et islamisk-domineret land
- 7. december - et jordskælv, der måler 6,9 på Richterskalaen, rammer Armenien, og næsten 25.000 mennesker omkommer, 15.000 kommer til skade og 400.000 bliver hjemløse
- 16. december - Christer Pettersson bliver fængslet og sigtet for mordet på Olof Palme men i 1989 bliver han frifundet på grund af manglende bevis.
- 21. december – Pan AM Flight 103 sprænges i luften af terrorister over Lockerbie i Skotland.

## Født

### Januar
- 2. januar - Morten Beck Andersen, dansk fodboldspiller.
- 3. januar - Jonny Evans, nordirsk fodboldspiller.
- 16. januar – Nicklas Bendtner, dansk fodboldspiller.

### Februar
- 9. februar – Lotte Friis, dansk svømmer.
- 17. februar – Natascha Kampusch, østrigsk kidnappningsoffer.
- 20. februar – Rihanna, amerikansk sangerinde.

### Marts
- 2. marts – Matthew Mitcham, australsk dykker.
- 6. marts - Agnes Carlsson, svensk sanger.
- 10. marts - Akeem Agbetu, nigeriansk fodboldspiller.
- 13. marts - Erton Fejzullahu, svensk fodboldspiller.
- 19. marts – Anna Stokholm, dansk skuespillerinde.
- 20. marts – Alfredo Quintana, portugisisk håndboldspiller (død 2021).
- 24. marts – Finn Jones, engelsk skuespiller.
- 25. marts – Big Sean, amerikansk rapper.
- 27. marts – Brenda Song, amerikansk skuespillerinde.
- 27. marts – Jessie J, engelsk sangerinde.

### April
- 8. april - William Accambrau, fransk fodboldspiller.
- 10. april - Haley Joel Osment, amerikansk skuespiller.
- 18. april - Vanessa Kirby, engelsk skuespillerinde.
- 19. april - Kirsten Carlsen, dansk forfatterinde.
- 30. april - Ana de Armas, spansk skuespillerinde.

### Maj
- 5. maj – Brooke Hogan, amerikansk reality star og sanger.
- 5. maj – Adele, engelsk sangerinde.
- 12. maj – Marcelo Vieira da Silva Júnior, brasiliansk fodboldspiller.
- 17. maj – Nikki Reed, amerikansk skuespillerinde.
- 25. maj – Cameron van der Burgh, sydafrikansk svømmer.
- 30. maj – Aksel Leth, dansk skuespiller.

### Juni
- 7. juni – Michael Cera, canadisk skuespiller.
- 13. juni – Jacob Larsen, dansk eliteroer.
- 14. juni – Kevin McHale, amerikansk skuespiller.
- 18. juni – Josh Dun, amerikansk musiker.
- 22. juni – Portia Doubleday, amerikansk skuespillerinde.
- 25. juni – Therese Johaug, norsk skiløber.

### Juli
- 8. juli – Miki Roqué, spansk fodboldspiller (død 2012).
- 13. juli – Colton Haynes, amerikansk skuespiller.
- 14. juli – Conor McGregor, irsk MMA-udøver.
- 16. juli – Sergio Busquets, spansk fodboldspiller.
- 19. juli – Shane Dawson, amerikansk skuespiller.
- 20. juli – Julianne Hough, amerikansk sangerinde og skuespillerinde.
- 26. juli – Marie Søderberg, dansk skuespillerinde.

### August
- 4. august – Kelley O'Hara, amerikansk fodboldspiller.
- 8. august – Prinsesse Beatrice af York, engelsk prinsesse.
- 11. august – Sebastian Aagaard-Williams, dansk skuespiller og sanger.
- 13. august – MØ, dansk sangerinde.
- 19. august – Simon Troelsgaard, dansk musiker.
- 24. august – Rupert Grint, engelsk skuespiller.
- 27. august – Alexa Vega, amerikansk skuespillerinde og sangerinde.

### September
- 8. september – Gustav Schäfer, tysk trommeslager.
- 15. september – Chelsea Staub, amerikansk sanger og skuespillerinde.
- 18. september – Lukas Forchhammer, dansk sanger og tidligere barneskuespiller.
- 19. september – Katrina Bowden, amerikansk skuespillerinde.
- 21. september – Jacob Barsøe, dansk eliteroer.
- 26. september – James Blake, engelsk sanger.
- 29. september – Jannick Green, dansk håndboldspiller.

### Oktober
- 7. oktober - Diego Costa, spansk fodboldspiller.
- 12. oktober - Mette Abildgaard, dansk politiker.
- 16. oktober - Lasse Ladefoged, dansk journalist og TV-vært.
- 28. oktober - Devon Murray, engelsk skuespiller.

### November
- 2. november – Sidse Mickelborg, dansk skuespillerinde.
- 6. november – Emma Stone, amerikansk skuespillerinde.
- 20. november - Dušan Tadić, serbisk fodboldspiller.
- 22. november - Jamie Campbell Bower, engelsk skuespiller.
- 30. november - Julie Zangenberg, dansk skuespillerinde.

### December
- 1. december – Tyler Joseph, amerikansk sanger.
- 6. december – Sandra Nurmsalu, estisk sangerinde.
- 7. december – Emily Browning, australsk skuespillerinde.
- 7. december – Nathan Adrian, amerikansk svømmer.
- 14. december – Vanessa Hudgens, amerikansk skuespillerinde og sangerinde.
- 16. december – Anna Popplewell, engelsk skuespillerinde.
- 19. december – Alexis Sánchez, chilensk fodboldspiller.
- 19. december – Niklas Landin Jacobsen, dansk håndboldspiller.
- 27. december - Hera Hilmar, islandsk skuespillerinde.
- 27. december – Hayley Williams, amerikansk sanger og sangskriver.

## Nobelprisen
- Fysik – Leon M. Lederman, Melvin Schwartz, Jack Steinberger
- Kemi – Johann Deisenhofer, Robert Huber, Hartmut Michel
- Medicin – Sir James W. Black, Gertrude B. Elion, George H. Hitchings
- 13. oktober - Litteratur – Naguib Mahfouz
- Fred – FN's fredsbevarende styrker, New York, New York.
- Økonomi – Maurice Allais

## Musik
- 27. februar - Kirsten Siggaard og Søren Bundgaard vinder for 3. gang det danske Melodi Grand Prix - denne gang med melodien "Ka' Du Se Hva' Jeg Sa'"
- 30. april – canadiske Céline Dion vinder årets udgave af Eurovision Song Contest for Schweiz med sangen "Ne partez pas sans moi". Showet blev afholdt i Dublin, Irland, efter Johhny Logans sejr året forinden
- 25. august – Metallica (et dansk/amerikansk metal band) udgiver deres fjerde studiealbum, ...And Justice for All

### Klassisk musik
- 27. november – Frederik Magles kantate, Vi er bange, bliver uropført i Grundtvigs Kirke, København.[1]

## Sport
- 31. januar – Super Bowl XXII Washington Redskins (42) besejrer Denver Broncos (10)
- 30. marts - det danske herrelandshold i fodbold spiller 1-1 mod Tyskland i Bremer Brücke[2]
- 20. april - det danske herrelandshold i fodbold vinder 4-0 over Grækenland i Aalborg Stadion[3]
- 27. april - det danske herrelandshold i fodbold taber 1-0 til Østrig i Wien[4]
- 1. maj - Michael Jorden bliver den første til at score +50 point i en slutspilskamp i NBA
- 10. maj - det danske herrelandshold i fodbold spiller 2-2 mod Ungarn i Budapest[5]
- 12. maj – AGF vinder DBUs Landspokalturnering for herrer for syvende gang ved at vinde med 2-1 (efter forlænget spilletid) over Brøndby IF i Københavns Idrætspark
- 18. maj - det danske herrelandshold i fodbold vinder 3-0 over Polen i Ceres Park[6]
- 1. juni - det danske herrelandshold i fodbold taber 1-0 til Tjekkoslovakiet i Københavns Idrætspark[7]
- 5. juni - det danske herrelandshold i fodbold vinder 3-1 til Belgien i Odense[8]
- 11. juni - ved EM 1988 taber det danske herrelandshold i fodbold 2-3 til Spanien[9]
- 14. juni - ved EM 1988 taber det danske herrelandshold i fodbold 2-0 til Vesttyskland[10]
- 17. juni - ved EM 1988 taber det danske herrelandshold i fodbold 2-0 til Italien[11]
- 25. juni - ved EM i fodbold i Vesttyskland vinder Holland finalen over Sovjetunionen med 2-0
- 20. august - den bulgarske atletikkvinde Jordanka Donkova sætter i Stara Zagora, Bulgarien, ny verdensrekord i 100 meter hækkeløb med tiden 12,21 sekunder. Det er en forbedring på 4/100 sekund
- 11. september - som den første svensker nogensinde vinder Mats Wilander US Open i tennis, da han i finalen slår Ivan Lendl (Tjekkoslovakiet) 6-4, 4-6, 6-3, 5-7, 6-4.
- 17. september-2. oktober – Sommer-OL i Seoul i Sydkorea
- 28. oktober – I Brøndbyhallen udfordrer bokseren Gert Bo Jacobsen den amerikanske IBF-verdensmester Greg Haugen i en kamp om VM-titlen i letvægt, men bliver stoppet i 10. omgang. Ved samme vinder Lars Lund Jensen europamesterskabet i juniorletvægt ved at besejre titelindehaveren, italieneren Piero Moreno, der opgav efter 9. omgang.
- 13. november - Brøndby IF vinder sit tredje Danmarksmesterskab i fodbold foran Næstved Boldklub og Lyngby Boldklub
- 13. november - I sæsonens sidste løb vinder brasilianeren Ayrton Senna sin første VM-titel i Formel 1 i Japan. Holdkammeraten i McLaren, Alain Prost fra Frankrig, bliver nr. 2, mens Gerhard Berger fra Østrig bliver nr. 3. Det er sidste sæson, hvor turbomotorer er tilladt i Formel 1-bilerne.